# 我未來的老公/流星男孩
「我未來的老公 / 流星男孩」（私の未来のだんな様 / 流星ボーイ）是日本的女子偶像組合Berryz工房的第21張单曲。2009年11月11日由PICCOLO TOWN发售。

## 概要
- 「我未來的老公 / 流星男孩」是Berryz工房第二張2A單曲。
- 「流星男孩」是動畫「閃電十一人」的片尾曲和遊戲「閃電十一人2 威脅的侵略者」的片尾曲
- 此單曲有4個版本，分別有「初回生産限定盤A - C」和「CD ONLY」。「初回生産限定盤A」收錄了「我未來的老公」的PV；「初回生産限定盤B」收錄了「流星男孩」的PV。
- 在11月23日於公信榜单曲週排行榜取得第5位。

## 收錄内容

### CD（初回生産限定盤A - C 、 CD ONLY）
CD
1. 我未來的老公
（作詞・作曲：淳君 編曲：平田祥一郎）
2. 流星男孩
（作詞・作曲：淳君  編曲：ダンス☆マン）
3. 我未來的老公(Instrumental)
4. 流星男孩(Instrumental)

### DVD（初回生産限定盤A）
1. 我未來的老公（Close-up Ver.）

### DVD（初回生産限定盤B）
1. 流星男孩（Dance Shot Ver.）